# Blues Brothers 2000

Eric Clapton és B. B. King
a Louisiana Gator Boys-ból

A Blues Brothers 2000 John Landis amerikai rendező 1998-ban készült zenés filmvígjátéka. A történet az 1980-ban bemutatott Blues Brothers történetén alapul, annak folytatása, de külön történet. A főszereplő Dan Aykroyd mint Elwood Blues, a (való életben is létező) The Blues Brothers zenekar egyik alapítója. A börtönből szabadulva testvére Jake Blues halála miatt új tagokat keres a bandába, de sorban felkeresi a régi zenésztársakat is.

## Cselekmény
|  | Alább a cselekmény részletei következnek! |

A film szinte ugyanazokkal a képsorokkal kezdődik, mit a Blues Brothers, csak most Elwood szabadul az előző filmben látott ámokfutás miatt kapott börtönbüntetésből. Csak ekkor tudja meg, hogy bátyja meghalt. Első útja egykori nevelőnőjéhez Mária nővérhez vezet, aki elmondja, hogy atyai barátja, Curtis sem él már. Azt is elmeséli, hogy Curtis-nek fiatal korában viszonya volt egy férjes asszonnyal, akitől fia született és akiről haláláig gondoskodott, annak ellenére, hogy sem a fiú, sem az asszony férje nem ismeri az igazságot. Külön figyelmezteti Elwood-ot, hogy tartsa titokban a dolgot, azonban ekkor már befészkelte magát az agyába a gondolat: Curtis fia lesz az ő családja. A szigorú Mária nővér a titok mellett egy Buster nevű kisfiút bíz rá, hogy átmenetileg gondoskodjon róla. Eleinte nemigen jönnek ki egymással, Elwood megpróbál megyszabadulni tőle – sikertelenül.
Felkutatja Curtis fiát, hogy pénzt kérjen tőle egy leselejtezett rendőrautó, vagyis egy új Bluesmobil megvásárlására. Kiderül, hogy ez az ember Illinois rendőrségének parancsnoka. Találkozásukkor elmesél mindent, amit Maria nővértől megtudott. A nővér nem tévedett Cab valóban nem hallott még valódi apjáról. Felháborodásában saját kezűleg hajítja ki Elwood-ot az épületből, de ekkor az ott ácsorgó Buster elcsórja a tárcáját akinek ettől fogva megnő az ázsiója. A lopott pénzből megveszik az autót és a tárcát leadják a talált tárgyak osztályán. Ettől kezdve Elwood régi dobosa, Willie sztriptízbárjában lép fel. Hamarosan rájön, hogy az orosz maffia védelmi pénzt szed Willie-től. A csapossal, Mac-kel leitatják a pénzbehajtókat és alsógatyában egy sikátorban hagyják őket a maffiának szóló üzenettel. A közreműködésért "Mighty" Mack-nek megígéri, hogy egyszer felléphet a műsorban, akkor kiderül, hogy Mac tehetséges, jó hangú előadó. De a rövid ideig tartó nyugalomnak vége: az oroszok megtorolják a sérelmet: Willie klubját porig égetik, nekik menekülni kell. Viszont újjáalakul a banda: Elwood, Mack és Buster beöltöznek a Blues Brothers fekete ruhájába és összeszedik a régi csapatot. Nem is sejtik, hogy Buster "elrablásáért" körözi őket a rendőrség. Az egykori zenésztársak nosztalgiával gondolnak a régi időkre és nem is kéretik nagyon magukat, de az események kezdenek lassan emlékeztetni a legutóbbi turnéra: egyaránt üldözi őket a rendőrség és az orosz maffia. Bob éttermében (aki korábban Bob Country Bunkeré-nek tulajdonosa volt) kis híján utolérik őket a rendőrök, ám egy hirtelen ötlettel tejszínhabbaktérium fertőzést színlelve menekülnek el. Hosszas autós-üldözés veszi kezdetét, amelynek vége egy bigfoot-bemutató, ahová az ügynökük mint bluegrass zenekart közvetítette ki őket. Fel is lépnek, minta "Bluegrass Brothers" együttes. Sikerük nagy, a zenéjükkel még a vihart is megidézik. A zivatarban kereket tudnak oldani a nyomukban lihegő Cab és rendőrei elől. Keresztülhajtanak egy gyakorlatozó, militáns félhülyékből álló szedett-vedett "gárda" táborán, akik éppen merényletre készülnek, de a Blues-ok véletlenül felrobbantják sz összes robbanószerüket. Mintha mi sem történt volna tovább haladnak, de nem jutnak messzire, mert elfogy az üzemanyaguk. Gyalogosan kell továbbmenniük és hamarosan egy sátoros istentiszteleten kötnek ki a Blues-ok. Cleophus James tiszteletes és Morris tiszteletes fergeteges soul-misét celebrálnak, ám közben berontanak a zsaruk. Isten a letartóztatás közben látomást bocsát Cab Chamberlain parancsnokra, aki végre megérti a vér szavát, megtér az igazi blues zenéhez és az üldözöttekhez csatlakozik. Egyenruháját a Blues Brothers fekete öltözetére cseréli.
Újra menekülnek, nyomukban több tucat rendőrjárőrrel. Egy útépítésen csak hajszál híján tudnak kitérni az összeütközés elől, viszont a rendőrautók az akadályba, majd egymásba rohannak, az üldöző boly egy perc alatt roncstemetővé válik. A zenekar hírt kap róla, hogy Queen Mousette, a woodoo mágus meghirdette a blues zenekarok versenyét, amibe be is neveznek. Átjutnak az első rostán, az ellenfelük a döntőben a Louisiana Gator Boys olyan élő legendákkal, mint B. B. King, Eric Clapton, Isaac Hayes vagy Joe Zawinul. Maga a királynő sem énekel rosszul. A verseny szoros, a közönség mindkét bandát ünnepli, ekkor szinte egyszerre megjelennek az oroszok és a gárdisták és végezni akarnak a zenekar tagjaival. Queen Mousette nem tűrheti, hogy a versenyt megzavarják ezért mindkét fegyveres bandát patkányokká változtatja. Végszóra befutnak a rendőrök is, de Cab parancsnok megfékezi őket. A nagy izgalmakat egy közös jam session-nel oldják, mindenki énekel  a színpadon és a közönség soraiban. Javában tart a mulatság, amikor legvégül befut Maria Stigmata nővér is a gyermekvédelmiekkel. Ez már túl sok még a hétpróbás Blues-oknak is és meglépnek. Elwood először vissza akarja küldeni Bustert az árvaházba, de közösen rájönnek, hogy időközben szinte családtagokká váltak. Mack és Cab feltartóztatják az üldözőket, Buster pedig "elrabolja" Elwood-ot.
|  | Itt a vége a cselekmény részletezésének! |

## Szereplők

### Zenekar és vendég zenészek
| - Dan Aykroyd - Elwood Blues – szájharmonika és ének - John Goodman - Mighty Mack McTeer – ének - J. Evan Bonifant - Buster Blues – ének, szájharmonika - Steve Cropper - Steve "the Colonel" Cropper – ritmusgitár, vokál - Donald Dunn - Donald "Duck" Dunn – basszusgitár - Murphy Dunne - Murphy "Murph" Dunne – billentyűsök - Willie Hall - Willie "Too Big" Hall – dobok - Tom Malone - Tom "Bones" Malone – tenorszaxofon, vokál - Lou Marini - "Blue Lou" Marini – altszaxofon, tenorszaxofon, vokál - Matt Murphy - Matt "Guitar" Murphy – szólógitár - Alan Rubin - Alan "Mr. Fabulous" Rubin – trombita, vokál - Junior Wells - önmaga - Lonnie Brooks - önmaga - Blues Traveler - önmaguk - Jonny Lang - Custodian - Eddie Floyd - Ed - Wilson Pickett - Mr. Pickett - Aretha Franklin - Mrs. Murphy - Esther Ridgeway - Mrs. Murphy barátnője - Gloria Ridgeway - Mrs. Murphy barátnője - Gracie Ridgeway - Mrs. Murphy barátnője - Sam Moore - Morris tiszteletes - James Brown - Cleophus James tiszteletes - Paul Shaffer - Marco / önmaga - Erykah Badu - Queen Mousette | - B. B. King - Melvin Gasperone autókereskedő / gitár, ének - Jeff Baxter gitár - Gary U.S. Bonds - ének - Eric Clapton - gitár, ének - Clarence Clemons - tenorszaxofon, vokál - Jack DeJohnette dobok - Bo Diddley - gitár, ének - Jon Faddis - trombita - Isaac Hayes - vokál - Dr. John - zongora, vokál - Tommy McDonnell - vokál - Charlie Musselwhite - szájharmonika, vokál - Billy Preston - szintetizátor, vokál - Lou Rawls - vokál - Joshua Redman – tenorszaxofon - Paul Shaffer – karmester, vokál - Koko Taylor - vokál - Travis Tritt - gitár, vokál - Jimmie Vaughan - gitár, vokál - Grover Washington, Jr. - baritonszaxofon - Willie Weeks – basszusgitár - Steve Winwood - vokál |

### További szereplők
- Joe Morton – Cab Chamberlain
- Nia Peeples – Elizondo hadnagy
- Kathleen Freeman – Mary Stigmata nővér
- Frank Oz – Warden börtönparancsnok
- Steve Lawrence – Maury Sline, ügynök
- Darrell Hammond – Robertson
- Shann Johnson – Matara, sztriptíztáncosnő
- Michael Bondar – orosz gengszter
- Slavko Hochevar – orosz gengszter
- Igor Syyouk – Tstetsevkaya
- Victor Pedtrchenko – Ivan
- Wally High – orosz gengszter
- Richard Kruk – orosz gengszter
- John Lyons – orosz gengszter
- Jeff Morris – Bob